# Pinhel
Pinhel est une cité (en portugais : cidade) et une municipalité (en portugais : concelho ou município) du Portugal, située dans le district de Guarda. Elle est rattachée à la sous-région statistique de la Beira intérieure Nord.

## Géographie
Pinhel est limitrophe :
- au nord, de Vila Nova de Foz Côa,
- au nord-est, de Figueira de Castelo Rodrigo,
- à l'est d'Almeida,
- au sud, de Guarda,
- à l'ouest, de Celorico da Beira, Trancoso et Mêda.

## Démographie
| 1801   | 1849  | 1900   | 1930   | 1960   | 1981   | 1991   | 2001   | 2004   |
| ------ | ----- | ------ | ------ | ------ | ------ | ------ | ------ | ------ |
| 10 255 | 8 650 | 18 774 | 18 420 | 20 293 | 14 328 | 12 693 | 10 954 | 10 436 |

## Histoire
La municipalité de Pinhel a reçu sa charte du roi Sanche Ier en 1209. Elle a reçu le statut de ville (pt. Cidade) et est devenue siège d'un diocèse (pt. Diocese) en 1770, par séparation du diocèse de Lamego.
Toutefois, en 1881 le diocèse de Pinhel a été dissous et incorporé dans le diocèse de Guarda.

## Lieux d'intérêt
- Cathédrale de Pinhel
- Château de Pinhel
- Sites d'art rupestre préhistorique de la vallée de Côa
- Pilori de Pinhel

## Subdivisions
La municipalité de Pinhel groupe 27 paroisses (freguesia, en portugais) :
- Alverca da Beira
- Atalaia
- Azevo
- Bogalhal
- Bouça Cova
- Cerejo
- Cidadelhe
- Ervas Tenras
- Ervedosa
- Freixedas
- Gouveia
- Lamegal
- Lameiras
- Manigoto
- Malta
- Pala
- Pereiro
- Pinhel
- Pínzio
- Pomares
- Póvoa de El-Rei
- Prados
- Safurdão
- Santa Eufémia
- Sorval
- Souro Pires
- Valbom
- Vale de Madeira
- Vascoveiro

Ainsi que de nombreux petits villages périphériques :
- Quintã dos Bernardos
- Quinta-Nova

## Personnalités
- Gomes Canotilho (1941-), professeur de droit et constitutionnaliste, est né à Pinhel.